# Rebels (альбом)
| Оценки критиков   | Оценки критиков |
| Источник          | Оценка          |
| ----------------- | --------------- |
| Loudwire          | [ 1 ]           |
| Alternative Press | [ 2 ]           |

Rebels — второй мини-альбом американской рок-группы Black Veil Brides, выпущенный исключительно через iTunes 13 декабря 2011 года. EP содержит три новых песни, одну оригинальную песню под названием «Coffin», которая осталась от предыдущего альбома Set the World on Fire. Музыкальное видео на песню было выпущено 13 июня 2012 года. Позднее трек был размещён на официальном Black Veil Brides сайте. Другие два трека — каверы на песню Билли Айдола «Rebel Yell» и Kiss «Unholy», в котором также Zakk Wylde сыграл на соло-гитаре.
Обложка для EP была расписана Ричардом Виллом, который также рисовал обложки для We Stitch These Wounds, Set the World on Fire, и Wretched and Divine: The Story of the Wild Ones.

## Список композиций
| №                   | Название                                                  | Автор(ы)                                         | Длительность |
| ------------------- | --------------------------------------------------------- | ------------------------------------------------ | ------------ |
| 1.                  | «Coffin»                                                  | Black Veil Brides, Brad Williams и Lucian Walker | 4:15         |
| 2.                  | «Rebel Yell» (кавер на песню Billy Idol)                  | Billy Idol, Steve Stevens                        | 4:38         |
| 3.                  | «Unholy» (кавер на песню Kiss, совместно с Zakk Wylde)    | Gene Simmons, Vinnie Vincent                     | 3:25         |
| 4.                  | «Rebel Love Song» (Six-minute director's cut music video) | Richard Villa, Patrick Fogarty                   | 6:51         |
| Общая длительность: | Общая длительность:                                       | Общая длительность:                              | 19:09        |

## Участники
Black Veil Brides
- Энди Бирсак — вокал
- Эшли Пёрди — бас-гитара, бэк-вокал
- Джейк Питтс — соло-гитара
- Jinxx — соло-гитара, виолончель
- Christian «CC» Coma — ударные

Приглашенный музыкант
- Zakk Wylde – соло-гитара («Unholy»)